# Ninjas in Pyjamas
Ninjas in Pyjamas (NiP) ist ein schwedischer E-Sport-Clan. Er ist hauptsächlich für seine Erfolge in der Disziplin Counter-Strike bekannt.

## Geschichte
Ursprünglich wurde NiP 1999 von Tommy „Potti“ Ingemarsson und Emil „HeatoN“ Christensen gegründet. Nachdem sie bei der ClanBase auf Platz 1 vorstießen und das CPL World Championship 2001 gewonnen hatten, wurden sie als bestes Counter-Strike-Team der Welt angesehen. 2002 löste sich die Mannschaft auf. Viele der Spieler wechselten zu SK Gaming.
Im Januar 2005 wurde Ninjas in Pyjamas wiederbelebt, da die Spieler ihre Verträge bei SK Gaming nicht verlängern wollten. Einen Monat später hat die Gamers Paradise Holding den Clan Ninjas in Pyjamas gekauft. Es kam jedoch wiederholt zu personellen Umbrüchen. So kam es, dass Christensen schon im Mai 2005 von seinen vier Mitspielern zugunsten von SK Gaming verlassen wurde und eine neue Mannschaft zusammenstellen musste. Zu den größten Erfolgen der neuen NiP-Ära zählt der zweite Platz bei den World Cyber Games 2006. NiP war eines der sieben Gründungsmitglieder der G7 Teams.
Ende 2005 wurde Ninjas in Pyjamas um eine südkoreanische Warcraft-III-Sektion erweitert. Diese spielte in der ESL WC3L Series, bis sie 2006 aufgrund personeller Abgänge und nicht zufriedenstellender Ergebnisse aufgelöst wurde.
Im September 2007 wurden die damaligen NiP-Spieler Dennis „walle“ Wallenberg und Kristoffer „Tentpole“ Nordlund von SK abgeworben. Gleichzeitig nahm Emil „HeatoN“ Christensen einen Posten als General Manager bei der Championship Gaming Series an und verließ NiP. Diese beiden Ereignisse führten dazu, dass Ninjas in Pyjamas erneut geschlossen wurde. Im Jahr 2012 kehrte NiP erneut in den professionellen eSport-Bereich zurück, diesmal mit einem Counter-Strike: Global Offensive-Team. In dieser Disziplin dominierten die Schweden bis Ende 2013 durch Siege der meist mit kleineren Preisgeldern dotierten Turniere. Erst mit der Einführung der von Valve gesponserten Major-Turniere Ende 2013 wurde die sich professionalisierende Konkurrenz größer. Bei den Major-Events DreamHack Winter 2013 und 2014, sowie bei der EMS One Katowice 2014 musste NiP sich im Finale den Rivalen fnatic, Virtus.pro und Team LDLC geschlagen geben. Allein mit der ESL One Cologne 2014 holte das schwedische Quintett ein großes Turnier. In Folge schwacher Leistungen verließ Robin „Fifflaren“ Johansson Anfang November das Team und wurde durch Mikail „Maikelele“ Bill ersetzt. Im Februar wurde Maikelele aufgrund nicht zufriedenstellender Leistungen aus dem Team entfernt; neuer fünfter Mann wurde der Finne Aleksi „allu“ Jalli.
Im April 2015 wurde Joona „natu“ Leppänen als neuer Coach verpflichtet, nachdem er sich infolge der Auflösung von 3DMax aus dem professionellen eSport zurückgezogen hatte. Zugleich verließ der bisherige Coach Faruk „pita“ Pita die Organisation. Sowohl natu als auch allu blieben dem Team nicht bis Jahresende 2015 erhalten. Beide wurden 2016 durch den neuen Spieler Jacob „pyth“ Mourujärvi und Björn „Threat“ Pers ersetzt. Nach einer Niederlage gegen Flipside Tactics auf der ESL One Cologne 2016 verfehlte das schwedische Team erstmals die Playoffs eines Major-Turnieres in Counter-Strike: Global Offensive und Ende 2016 konnte man sich auf Grund dreier Niederlagen auf dem Offline-Qualifier des Eleague Major: Atlanta 2017 nicht für das nächste Major-Turnier qualifizieren.
Im Februar 2018 wurde Björn „Threat“ Pers durch Faruk „pita“ Pita als Coach abgelöst. Im selben Monat trat Dennis „dennis“ Edman dem Team bei und ersetzte Richard „Xizt“ Landström.
Anfang Januar 2015 verpflichtete NiP die Spieler des schwedischen Team LAJONS und eröffnete damit eine Dota-2-Abteilung. Das Team wurde im November 2015 aufgegeben.
Im September 2015 wurden Emil „HeatoN“ Christensen und zwei weitere Gründer von Ninjas in Pyjamas wegen Steuerhinterziehung angeklagt. Der frühere Eigentümer von NiP, die inzwischen bankrotte Stockholm E-Sport Produktion AB, zahlte keine Lohnsteuer. Während Christensen auf Bewährung Bußgelder zahlen muss, wurden einer seiner Miteigentümer zu gemeinnütziger Arbeit, die zwei Monate Gefängnis entsprechen, verurteilt.
Anfang August 2016 verpflichtete NiP die Spieler des Team „SG-1“ und stieg so in das Spiel Overwatch ein.
Im Juli 2019 geriet die Organisation massiv unter Druck, weil der ehemalige Counter-Strike-Spieler Robin „Fifflaren“ Johansson unter anderem offen gelegt hatte, dass die Spieler zu seiner aktiven Zeit unfaire Verträge erhalten hatten.
Im November 2019 erreichte das neu formierte CS:GO-Lineup bei den BLAST Pro Series Copenhagen 2019 den zweiten Platz. Bei den IEM Katowice 2020 schied man bereits in der Vorrunde aus.
Im April 2021 gab NiP bekannt, dass der Spieler Tim „nawwk“ durch Astralis' langjährigen AWPer Nicolai „dev1ce“ Reedtz ersetzt werden würde.

### League of Legends
Zwischen 2013 und 2014 stellte NiP auch ein Team in League of Legends, das jedoch von zahlreichen Umbesetzungen geprägt war. Mai 2013 stellte NiP mit der Übernahme des ehemaligen Copenhagen-Wolves-Teams erstmals ein Team in League of Legends. Damit wurde auch der Startplatz in der EU LCS übernommen. Während des Summer Splits wurden jedoch mehrere Umbesetzungen vorgenommen. Nach den Playoffs, in denen nur der 6. Platz erreicht wurde, musste das Team in der Relegation um den Startplatz in der LCS kämpfen. Obwohl nach einigen Abgängen mit Morten „Zorozero“ Rosenquist, Erlend „Nukeduck“ Holm und Alfonso „Mithy“ Aguirre Rodriguez drei Spieler der Lemondogs übernommen wurden, die im Summer Split den 2. Platz erreicht hatten, verlor NiP als Favorit gegen das Kiedyś Miałem Team (heute bekannt als Team ROCCAT) und verlor damit den Platz in der LCS.
Nachdem die Lemondogs für den Spring Split des kommenden Jahres kein Team mehr stellen konnten, erhielt NiP eine neue Chance auf einen Platz in der LCS. In einem kurzfristig angesetzten Onlineturnier sollte NiP gegen Meet Your Makers und Supa Hot Crew antreten, der Gewinner hätte den vakanten Platz übernommen. Nachdem jedoch Zorozero den offiziellen Turnierclient nicht pünktlich auf die benötigte Version aktualisieren konnte, wurde NiP disqualifiziert und das Turnier fand ohne sie statt.
In der nächsten Saison trat das Team in der Challenger Series an. Dort erreichte NiP nach Cloud 9 Eclipse den 2. Platz und qualifizierte sich damit für das Relegationsturnier für den Summer Split der LCS. Dort trat NiP gegen Millenium an, verlor jedoch 3:2 und verpasste damit erneut die Chance auf den Wiedereinzug in die LCS.
Nach der erneuten Enttäuschung ging das Team mit Veränderungen in den Summer Split der Challenger Series. Zorozero verließ das Team, um die Schule zu beenden und wurde von Alexey „Alex Ich“ Ichetovkin ersetzt, der als Midlaner des damals international erfolgreichen Teams Moscow 5 (heute Gambit Gaming) bekanntgeworden war und dieses erst vor kurzem verlassen hatte. Dazu wurde Tri „k0u“ Tin Lam neuer Jungler des Teams, während Nukeduck, Freeze und Mithy im Team blieben. Nach kurzer Zeit jedoch wurden Nukeduck und Mithy von Riot Games, Entwickler des Spiels und Veranstalter der LCS und der Challenger Series, aus offiziellen Riot-veranstalteten Turnieren gebannt, nachdem diese mit negativem Verhalten auf den normalen Servern aufgefallen waren. Beide wurden als Konsequenz von NiP entlassen.
Das Team war danach einige Zeit ohne festen Midlaner und Support, dennoch gelang es NiP, die DreamHack Summer 2014 zu gewinnen. Nach einem Monat wechselte Aleksei „Alex Ich“ Ichetovkin schließlich zurück auf die Midlane, neuer Toplaner wurde Lucas „Cabochard“ Simon-Meslet und Erih „Voidle“ Sommermann wurde neuer Support. In den Playoffs der Challenger Series war das Team jedoch zu einer weiteren Änderung im Team gezwungen, nachdem k0u das Team aufgrund von Differenzen verließ. Mit Jean-Victor „loulex“ Burgevin als Jungler erreichte NiP nur den 4. Platz und damit nicht die Relegation. Im September trennten sich die Spieler dann von der Organisation, was den Ausstieg von NiP aus League of Legends bedeutete.
Am 23. Mai 2017 kaufte NiP den LCS spot von Fnatic Academy. Das Team bestand dazumal aus Profit, Shook, Nagne, HeaQ, sprattel, Zhergoth und Hoon. Außerdem tritt NicoThePico als Head Coach bei. 2018 konnten sie diesen Spot jedoch nicht erhalten.
Wie bereits 2021 angekündigt wurde, geht das Team eine Partnerschaft mit dem chinesischen Team Victory Five ein und tritt ab 2023 in der chinesischen Profi-Liga, der LPL, an.

## Aktuelle Spieler

### Counter-Strike 2
(Stand: 23. Juli 2025)
- Marco „Snappi“ Pfeiffer
- Rasmus „sjuush“ Beck
- Artem „r1nkle“ Moroz
- Michel „ewjerkz“ Pinto
- Kacper „xKacpersky“ Gabara
- Rafael „arrozdoce“ Wing (Ersatzbank)
- Richard „Xizt“ Landström (Coach)

### Rainbow Six Siege
(Stand: 20. Januar 2021)
- Gustavo „Psycho“ Rigal
- João „Kamikaze“ Gomes
- Julio „Julio“ Giacomell
- Murilo „Muzi“ Moscatelli
- Gabriel „pino“ Fernandes

### Valorant
(Stand: 20. Januar 2021)
- Emir „rhyme“ Muminovic
- Charles „CREA“ Beauvois
- Egor „chiwawa“ Stepanyuk
- Yaroslav „Jady“ Nikolaev
- Kévin „Ex6TenZ“ Droolans

### FIFA
(Stand: 20. Januar 2021)
- Olle „Ollelito“ Arbin

### League of Legends
(Stand 26. Jan 2025)
| Name                  | Position |
| --------------------- | -------- |
| Deng „shanji“ Zi-Jian | Top Lane |
| Mao „Aki“ An          | Jungle   |
| Kim „Doinb“ Tae-sang  | Mid Lane |
| Hu „Leave“ Hong-Chao  | AD-Carry |
| Guo „ppgod“ Peng      | Support  |
| Zhao „neny“ Zhi-Hao   | Sub/Mid  |

### Wichtige ehemalige Spieler
- Emil „HeatoN“ Christensen (Counter-Strike, 2001–2002, 2005–2006)
- Abdisamad „SpawN“ Mohamed (Counter-Strike, 2005, 2006–2007)
- Mikail „maikelele“ Bill (CS:GO, 2014–2015)
- Adam „friberg“ Friberg (CS:GO, 2012–2017)[29]
- Søren „Bjergsen“ Bjerg (League of Legends, Mid, 2013)
- Richard „Xizt“ Landström (inaktiv ab Feb. 2018)[30]
- Christopher „GeT_RiGhT“ Alesund (CS:GO, bis 2019)[31]
- Patrik „f0rest“ Lindberg (CS:GO, bis 2020)[32]

## Erfolge (Auszug)

### Counter-Strike
| Datum     | Platz | Turnier                                               | Preisgeld |
| --------- | ----- | ----------------------------------------------------- | --------- |
| Aug. 2001 | 1.    | Cyberathlete Professional League – London             | 05.000 €  |
| Sep. 2001 | 1.    | Cyberathlete Professional League – Berlin             | 10.000 €  |
| Dez. 2001 | 1.    | Cyberathlete Professional League – World Championship | 50.000 $  |
|           |       |                                                       |           |
| Jun. 2006 | 1.    | World Series of Video Games – DreamHack Summer        | 12.500 $  |
| Jul. 2006 | 5.–8. | Electronic Sports World Cup                           | 08.000 $  |
| Aug. 2006 | 1.    | NGL ONE – Season 1                                    | 20.000 €  |
| Sep. 2006 | 1.    | KODE5 – Global Finals                                 | 25.000 $  |
| Okt. 2006 | 2.    | World Cyber Games                                     | 30.000 $  |

### Counter-Strike: Global Offensive
| Datum     | Platz   | Turnier                                     | Preisgeld     |
| --------- | ------- | ------------------------------------------- | ------------- |
| Sep. 2012 | 1.      | DreamHack Valencia                          | 02.500 €      |
| Nov. 2012 | 1.      | Electronic Sports World Cup                 | 010.000 $     |
| Nov. 2012 | 1.      | DreamHack Winter 2012                       | 150.000 SEK   |
| Dez. 2012 | 1.      | THOR Open                                   | 100.000 SEK   |
| Dez. 2012 | 1.      | NorthCon                                    | 05.000 €      |
| Mär. 2013 | 1.      | TECHLABS Cup Moskau                         | 08.000 €      |
| Mär. 2013 | 1.      | Copenhagen Games                            | 016.500 €     |
| Apr. 2013 | 1.      | EMS One – Spring                            | 012.000 $     |
| Apr. 2013 | 1.      | ESEA Season 13 Global Invite Division       | 017.500 €     |
| Jun. 2013 | 1.      | DreamHack Summer 2013                       | 070.000 SEK   |
| Jul. 2013 | 1.      | SLTV Starseries VI Finals                   | 06.000 $      |
| Nov. 2013 | 2.      | DreamHack Winter 2013                       | 050.000 $     |
| Nov. 2013 | 1.      | Svenska E-sportcupen 2013                   | 150.000 SEK   |
| Mär. 2014 | 2.      | EMS One – Katowice                          | 050.000 $     |
| Apr. 2014 | 1.      | Copenhagen Games 2014                       | 014.000 €     |
| Jun. 2014 | 1.      | DreamHack Summer 2014                       | 010.000 $     |
| Aug. 2014 | 1.      | ESL One Cologne 2014                        | 100.000 $     |
| Nov. 2014 | 2.      | DreamHack Winter 2014                       | 050.000 $     |
| Mär. 2015 | 2.      | ESL One Katowice 2015                       | 050.000 $     |
| Mär. 2015 | 2.      | Gfinity Spring Masters I 2015               | 015.000 $     |
| Mär. 2015 | 2.      | StarLadder StarSeries – Season 12           | 09.000 $      |
| Apr. 2015 | 3.      | CSS Finals Season 1                         | 010.000 $     |
| Mai 2015  | 2.      | FaceIT League 2015 Stage 1                  | nicht bekannt |
| Juni 2015 | 1.      | ESPORTSM 2015                               | 100.000 SEK   |
| Juni 2015 | 2.      | Gfinity Summer Masters I 2015               | 020.000 $     |
| Sep. 2015 | 3. – 4. | ESL ESEA Pro League Dubai Invitational 2015 | 025.000 $     |
| Sep. 2015 | 3. – 4. | Gfinity Champion of Champions 2015          | 010.000 $     |
| Nov. 2015 | 3. – 4. | DreamHack Cluj-Napoca 2015                  | 022.000 $     |
| Dez. 2015 | 2.      | Fragbite Masters Season 5                   | 125.000 SEK   |
| Apr. 2016 | 5. – 8. | MLG Major Championship: Columbus 2016       | 035.000 $     |
| Apr. 2016 | 1.      | DreamHack Masters Malmö 2016                | 100.000 $     |
| Apr. 2016 | 1.      | ESL Pro League Season 3 EU Division         | -             |
| Mai 2016  | 3. – 4. | ESL Pro League Season 3 Finals              | 044.000 $     |
| Juni 2016 | 2.      | DreamHack Summer 2016                       | 020.000 $     |
| Juli 2016 | 5. – 8. | Eleague Season 1                            | 050.000 $     |
| Sep. 2016 | 1.      | Star Ladder i-League StarSeries Season 2    | 130.000 $     |
| Okt. 2016 | 3. – 4. | ESL Pro League Season 4 Finals              | 045.000 $     |
| Nov. 2016 | 1.      | IEM Oakland 2016                            | 128.000 $     |
| Dez. 2016 | 5. – 8. | Eleague Season 2                            | 050.000 $     |
| Jul. 2016 | 5. – 8. | ESL One Cologne 2017                        | 010.000 $     |
| Jul. 2016 | 1.      | DreamHack Valencia 2017                     | 050.000 $     |
| Sep. 2017 | 3. – 4. | DreamHack Masters Malmö 2017                | 022.000 $     |
| Nov. 2017 | 1.      | Intel Extreme Masters Season XII – Oakland  | 129.000 $     |

### Warcraft III
- World e-Sports Games 2005 Season 3: 2. Platz – Kim „GoStop“ Dong Moon

### League of Legends
| Datum     | Platz   | Turnier                                        | Preisgeld  |
| --------- | ------- | ---------------------------------------------- | ---------- |
| Aug. 2013 | 6.      | LCS – Season 3 Summer Playoffs                 | –          |
| Nov. 2013 | 2.      | IEM – Season VIII – Cologne Amateur Tournament | 08.000 $   |
| Apr. 2014 | 2.      | EU Challenger Series Spring Playoffs           | 10.000 $   |
| Jun. 2014 | 1.      | DreamHack Summer 2014                          | 70.000 SEK |
| Dez. 2023 | 3. – 4. | Demacia Cup 2023                               | –          |
| Apr. 2024 | 4.      | LPL 2024 Spring Playoffs                       | 300.000 ¥  |
| Aug. 2024 | 5. – 6. | LPL 2024 Summer Playoffs                       | 200.000 ¥  |